# چامی
مارتین جوزف لئونارد برسو (تلفظ فرانسوی: [maʁtɛ̃ ʒɔzɛf leɔnaʁ bʁeso]؛ زادهٔ ۱۲ مهٔ ۱۹۸۵) شناخته‌شده با نام هنری چامی (انگلیسی: Tchami) تهیه‌کننده موسیقی و دی‌جی اهل فرانسه است. وی از سال ۲۰۱۳ میلادی تاکنون مشغول فعالیت بوده‌است.

## ۱۰۰ دی‌جی برترمجله دی‌جی
| سال  | بالاترین رتبه | توضیحات                       | منبع  |
| ---- | ------------- | ----------------------------- | ----- |
| ۲۰۱۴ | ۱۱۸           | خارج از رده‌بندی               | [ ۴ ] |
| ۲۰۱۵ | ۶۲            | ۵۶ رده سعود                   | [ ۴ ] |
| ۲۰۱۶ | ۱۰۹           | خروج از رده‌بندی (۴۷ رده سقوط) | [ ۴ ] |
| ۲۰۱۷ | ۹۵            | ورود دوباره (۱۴ رده سعود)     | [ ۴ ] |
| ۲۰۱۸ | ۸۲            | ۱۳ رده سعود                   | [ ۴ ] |
| ۲۰۱۹ | ۱۲۰           | خروج از رده‌بندی (۳۸ رده سقوط) | [ ۴ ] |